# 绿点湍蛙
绿点湍蛙（学名：Amolops viridimaculatus）为蛙科湍蛙属的两栖动物。分布于越南，印度以及中国云南等地，一般栖息于热带亚热带山溪以及急流中小瀑布。其生存的海拔范围为400至2340米。该物种的模式产地在云南腾冲。